# Matthew Knight
Matthew Knight (ur. 16 lutego 1994 w Los Angeles) – kanadyjski aktor. Występował w roli Ethana Morgana w serialu Moja niania jest wampirem.

## Filmografia
- 2002: Queer as Folk jako Peter
- 2005: Najwspanialsza gra w dziejach jako młody Francis Ouimet
- 2005: Fałszywa dwunastka II
- 2006: Skyland: Początek Nowego Świata jako Spencer
- 2006: The Grudge – Klątwa 2 jako Jake Kimble
- 2007: Super Why! jako Humpty Dumpty (głos)
- 2007: Milion na gwiazdkę jako Brian Saunders
- 2007 i 2008: Akta Dresdena jako młody Harry Dresden
- 2008: The Good Witch jako Brandon Russell
- 2009: Gooby jako Willy
- 2009: The Grudge – Klątwa 3 jako Jake Kimble
- 2010: Punkt krytyczny jako Issac
- 2010: Moja niania jest wampirem jako Ethan Morgan
- od 2011: Moja niania jest wampirem jako Ethan Morgan
- 2010: The Good Witch's Gift jako Brandon Russell
- 2010: The Good Witch's Family jako Brandon Russell